# آیدی مان
آیدی مان (انگلیسی: Aidy Mann؛ زادهٔ ۱۲ ژوئیهٔ ۱۹۶۷) بازیکن فوتبال اهل بریتانیا است.
از باشگاه‌هایی که در آن بازی کرده‌است می‌توان به باشگاه فوتبال بارنت و باشگاه فوتبال نورث‌همپتون تاون اشاره کرد.